# Tierra Blanca, Jiquipilco
Tierra Blanca är en ort i Mexiko, tillhörande kommunen Jiquipilco i den nordvästra delen av delstaten Mexiko. Orten hade 608 invånare vid folkräkningen 2010.